# 金洛兼
金 洛兼（金 絡謙、キム・ナッキョム、朝鮮語: 김락겸）は、朝鮮民主主義人民共和国の軍人、政治家。朝鮮労働党中央委員会委員。朝鮮人民軍における軍事称号（階級）は戦略軍大将。朝鮮人民軍戦略軍司令官、朝鮮労働党中央軍事委員会委員を務めた。

## 経歴
生年月日や出生地など詳しいことはわかっていない。2012年にミサイル戦力を総括する戦略ロケット軍司令部司令官に崔相麗上将の後任として就任した。同年4月には朝鮮労働党中央軍事委員会委員に選出されている。2014年には上将に、2015年には大将に昇進した。2016年5月9日に開かれた、朝鮮労働党第7次大会で朝鮮労働党中央委員会委員に選出された。
2016年にはムスダンの発射失敗が相次ぎ、問責説が浮上したが火星10の発射実験に訪れた金正恩朝鮮労働党委員長と共に現れたため健在であった。
2017年2月12日に行われた北極星2号が発射された際に現れなかったことから更迭説が出たが、同年11月29日に行われた大陸間弾道ミサイル火星15発射実験に金正恩朝鮮労働党委員長らとともに立ち会った。
2020年10月10日に開催された朝鮮労働党創建75周年を記念する軍事パレードで、金政吉が戦略軍司令官として紹介されたことから、同職から退いていた事が判明した。